# Vícam
Vícam, también conocido como Switch, es un pueblo del del municipio de Guaymas ubicado en el sur del estado mexicano de Sonora, es una de las principales poblaciones de la etnia yaqui.
Vícam es uno de los ocho pueblos en que fueron asentados los yaquis por los misioneros jesuitas, junto con Pótam, Tórim, Bácum, Cócorit, Huirivis, Belem y Rahum; en la actualidad es la segunda mayor población del municipio de Guaymas y uno de los principales poblaciones yaquis, se localiza en el extremo sur del municipio en las coordenadas 27°38′32″N 110°17′23″O / 27.64222, -110.28972 y a una altitud de 10 metros sobre el nivel del mar, se encuentra sobre el autopista de la Carretera Federal 15 que lo comunica al norte de Guaymas y Hermosillo, y al sur a Ciudad Obregón y Navojoa.
De acuerdo al Censo de Población y Vivienda realizado en 2020 por el Instituto Nacional de Estadística y Geografía la población total de Vícam es de 9,392 habitantes. Esta localidad tiene gran valoración turística gracias a la historia que abunda en su gran pueblo.
Vícam fue sede, los días 11, 12, 13, y 14 de octubre de 2007 del Encuentro de Pueblos Indígenas de América.
Al mediodía del 5 de junio de 2013, integrantes yaquis del Movimiento Ciudadano en Defensa del Agua dieron principio a un bloqueo intermitente de los cuatro carriles de la Carretera Federal 15 México–Nogales, también conocida como Carretera Internacional, a la altura del pueblo de Vícam, en protesta por la construcción del Acueducto Independencia, autorizada por el entonces gobernador de Sonora, Guillermo Padrés Elías (13/09/2009–12/09/2015), con el objeto de derivar agua desde la Presa El Novillo, una de las dos presas construidas en el cauce del Río Yaqui, hacia la capital estatal, la ciudad de Hermosillo.
Luego de más de ocho meses de bloqueos intermitentes, y de negociaciones en las que intervinieron la Comisión Nacional del Agua (Conagua) y dirigentes de las comunidades yaquis, la obstrucción de la autopista fue levantada, el viernes 14 de febrero de 2014.